# یواس‌اس پونس (اس‌پی-۳۶۴)
یواس‌اس پونس (اس‌پی-۳۶۴) (به انگلیسی: USS Ponce (SP-364)) یک کشتی است.